# Ивана Вујић
Ивана Вујић (Београд, 1959) српска је позоришна редитељка, драмски писац, театролог, преводилац, редовни професор Факултета драмских уметности у Београду, шеф студија Лабораторије за извођачку уметност на Факултету драмских уметности у Београду. Била је вршилац дужности директора Народног позоришта у Београду од јесени 2018. до 13. октобра 2021.

## Биографија
Основну школу и гимназију похађала је и завршила у Београду. Као ученица гимназије, у Студентском културном центру у Београду придружује се слободној позоришној трупи „Под разно“ и као асистент редитеља ради на представи „Фреде, лаку ноћ“ Драгослава Михаиловића.
Уписала 1977. године студије на Катедри за позоришну и радио режију у класи професора Мирослава Беловића на Факултету драмских уметности у Београду. Дипломирала 1981. године представом „Иза затворених врата“ Жан Пол Сартра у Југословенском драмском позоришту у Београду.
Завршила 1983–1984. постдипломске студије на Institut d'Etudes Théâtrales (IET), на Сорбони у Паризу. Завршила радионицу видео рада Театра нација Нанси фестивала 1984. Била је стипендиста Фулбрајтовог фонда на Tisch school of arts у Њујорку 1989–1990.
Уже научне односно уметничке области професуре: Позоришна и радио режија, као и Теорија и пракса извођачких уметности. Предаје на Факултету драмских уметности од 1990. године на свим степенима академских студија. Изабрана је у звање редовног професора 2005. Предаје студије извођачких уметности — међународне интердисциплинарне мастер академске студије, МАИПР програм — Универзитет у Ворвику, Универзитет Амстердам, Универзитет уметности Београд, Универзитет Хелсинки. Била је секретар Катедре за позоришну режију, члан Савета Факултета драмских уметности, члан Савета Универзитета уметности, као и проректор Универзитета уметности (2008–2010). Основала је Студио–Лабораторију извођачких уметности при Факултету драмских уметности 2012. године.
Била је уметнички директор Битеф театра од 1990. до 1997, као и уметнички директор ФИАТ — фестивал интернационалног алтернативног театра у Подгорици од 1994. до 1996. Оснивач је и уметнички директор фестивала „Аероплан без мотора“ (1994–1997). Била је уметнички директор фестивал Белеф (1997–2001). Више година била је директор Интернационалних летњих школа Универзитета уметности у градовима: Нови Пазар, Суботица, Неготин и Сремски Карловци.
Уредила је и превела заједно са Александром Јовићевић књигу Ричарда Шекнера Ка постмодерном позоришту као и књигу Еуђенија Барбе и Никола Саварезеа Речник позоришне антропологије.
Активно је писала за часописе Сцена, Књижевна реч и Театрон. Члан је уредништва часописа Интердисциплинарност, Нови Сад.
На сценама Србије, Словеније, Немачке, Италије поставила преко 80 представа. Радила је широм бивше Југославије: Београд, Нови Сад, Суботица, Зрењанин, Сомбор, Панчево, Крагујевац, Приштина, Љубљана, Марибор, Подгорица. Режирала је у Немачкој и у Италији. Њене преставе игране су на фестивалима и гостовањима широм света: Њујорк, Париз, Лондон, Единбург, Амстердам, Солун, Сибју, Адани, Берлин, Сарајево, Скопље, Бања Лука, Котор, Умаг…
Својим пројектима отворила је више сцена у Београду: вечерњу сцену „Радовић“ у Малом позоришту „Душко Радовић“, сцену „5. спрат“ у Народном позоришту, сцену Bel etage у Мадлениануму. Оснивач је и директор позоришта Бетон хала театар у Београду.
Аутор је преко 50 радио драма.
Има кћер Хелену.

## Друштвена признања
- Сребрна плакета Универзитета уметности 1995.
- Орден академских палми — Витез командирског реда 2010. — високо признање Министарства за образовање и науку Француске за допринос развоју образовања и културе

## Уметничке награде
- Награда Факултета драмских уметности за најбољег студента позоришне режије из фонда „Загорка Арсенијевић“, 1981.
- Награда за стваралаштво младих — „Смели цвет“, 1981.
- Признање позоришта „Душко Радовић“ за отварање вечерње сцене, 1985.
- Специјално признање часописа Сцена за режију представе „Медеја“ 1991.
- Награда „Божидар Батровић“ за режију представе „Звездани дечак“, 1999.
- Награда Народног позоришта за режију представе „Балканска пластика“, 2002.
- Велика награда Бијенала сценског дизајна за пројекат „Аероплан без мотора“, 1997.
- Награда фестивала Инфант за представу „Антигона“, 2007.
- Награда за радиофонски експеримент — „Витомир Бобић“, 2008.
- Јоакимова награда за режију за представу „Фрида Кало“, 2008.
- Јоакимова награда за ликовност представе за представу „Фрида Кало“, 2008.
- Јоакимова награда за режију представе „Пионири из Инголштата“, 2010.

## Избор представа
- „Медеја“, Еурипид, Битеф театар
- „Хамлет“, В. Шекспир, Народно позориште у Београду
- „Ромео и Јулија“, В. Шекспир, Народно позориште у Београду
- „Богојављенска ноћ“, В. Шекспир, Народно позориште Стерија, Вршац
- „Војвоткиња од Малфија“, Џ. Вебстер, Народно позориште у Београду
- „Просјачка опера“, Б. Брехт, Битеф театар
- „Малограђанска свадба“, Б. Брехт, Народно позориште Суботица
- „Антигона“, Б. Брехт, Бетон хала театар
- „Свакодневно позориште“ посвећено Б. Брехту, Београдско драмско позориште
- „Соло за Бертолта Брехта“, Београдско драмско позориште
- „Добра душа из Сечуана“, Б. Брехт, Народно позориште Марибор
- „Иза затворених врата“, Ж. П. Сартр, Југословенско драмско позориште
- „Лекција“, Е. Јонеско, Дом културе Студентски град
- „Мистерија буфо“, В. Мајаковски, вечерња сцена Радовић
- „Из живота кишних глиста“, Атеље 212
- „Балкон“, Ж. Жене, Београдско драмско позориште
- „Blow up”, С. Бекет, Словенско народно гледалишче, Љубљана
- „У самоћи памучних поља“, Б. М. Колтес, Бетон хала театар
- „Мачка на усијаном лименом крову“, Т. Вилијамс, Мадленианум
- „Сплетка и љубав“, Ф. Шилер, Бетон хала театар
- „Push up“, Роналд Шимелфенинг, Бетон хала театар
- „Пионири из Инголштата“, Марилујзе Флајсер, Народно позориште Јоаким Вујић
- „Три сестре“, А. П. Чехов, Битеф театар
- „Спаљивање удовица“, Ј. Разер, Народно позориште у Београду
- „Стаза дивљачи“, Ф. К. Крец, Српско народно позориште
- „Тако је како вам се чини“, Л. Пирандело, мало позориште Душко Радовић
- „Алиса у земљи чуда“, Л. Керол, мало позориште Душко Радовић
- „Лепотица и звер“, Џ. П. Шели, Атеље 212
- „Госпођа Колонтај“, А. Плејал, Југословенско драмско позориште
- „Развојни пут Боре Шнајдера“, А. Поповић, Народно позориште Јоаким Вујић
- „Госпођа министарка“, Б. Нушић, Зрењанин
- „Балкански шпијун“, Д. Ковачевић, Народно позориште Приштина
- „Адам и Ева“, М. Крлежа, Југословенски културни центар, Париз
- „Родољупци“, Ј. С. Поповић, Народно позориште Вршац
- „Пријатељство занат најстарији“, Б. Црнчевић, Битеф театар
- „Чарлама збогом“, А Поповић, Атеље 212
- „Play Popović”, А. Поповић, Атеље 212.

Урадила је више од 15 хепенинга, перформанса, site spеcific пројеката и инсталација. Неки од њих су:* Сан о летењу, фестивали Белеф и Битеф
- Соба моје мајке
- визуелна инсталација — Show me your heart and I shall tell you who you are, Мобилна академија, Бохум
- „Сто људи који ће спасити свет“ — процесија, Битеф фестивал